# Sân bay Quan Công Vận Thành
Sân bay Quan Công Vận Thành (tiếng Trung: 运城关公机场) (IATA: YCU, ICAO: ZBYC) là một sân bay phục vụ thành phố Vận Thành, tỉnh Sơn Tây, Trung Quốc. Sân nằm ở thôn Trương Hiếu, thị trấn Đào Thôn, 11 km về phía đông bắc của trung tâm thành phố, và thường được gọi là sân bay Trương Hiếu Vận Thành (tiếng Trung Quốc: 运城张孝机场). Tên chính thức đề cập đến Quan Công, một anh hùng đáng kính Trung Quốc là người từ khu vực Vận Thành. Năm 2010, sân bay Vận Thành phục vụ hơn 600.000 lượt khách, xếp thứ 62 trong số tất cả các sân bay ở Trung Quốc.
Vào ngày 11 tháng 3 năm 2020, Công ty TNHH Sân bay Hàng không dân dụng Vận Thành đã ban hành “Tuyên bố về việc chuẩn hóa việc sử dụng tên gọi Sân bay Vận Thành”, thống nhất sử dụng tên gọi “Sân bay Trương Hiếu Vận Thành”.
Đến ngày 17 tháng 4 năm 2024, Cục Hàng không Dân dụng Trung Quốc đã phê duyệt việc thay đổi tên gọi Sân bay Trương Hiếu Vận Thành thành Sân bay Quốc tế Diêm Hồ Vận Thành.